# Scopula albomaculata
Scopula albomaculata är en fjärilsart som beskrevs av Moore 1888. Scopula albomaculata ingår i släktet Scopula och familjen mätare. Inga underarter finns listade.